# 생해
생해(生偕, 633~690)는 말갈의 무장이다.

## 생애
말갈(靺鞨)의 장군인 그는 661년(고구려 보장왕 20년) 5월에 고구려 장군 뇌음신(惱音信)과 함께 신라 술천성(述川城: 지금의 여주(驪州))을 공격했다. 그러나 함락하지 못하고 퇴각하여 다시 북한산성(北漢山城)을 포위하고 공격했다. 포차(抛車: 비석기(飛石機))를 동원하여 40일 동안 맹공을 가했으나, 성주(城主) 동타천(冬陀川)이 철질려(鐵榧藜)나 노포(弩砲) 등을 이용해 철통 같이 방어하는 바람에 뜻을 이루지 못하고 물러갔다.

## 사서에 기록된 행적
《삼국사기(三國史記)》 〈고구려 본기(高句麗本紀)〉 보장왕 20년 조에 ‘말갈 장군 생해(生偕)’라는 기록이 있으며,《신라 본기(新羅本紀)》 태종무열왕(太宗武烈王) 8년 조에 다음과 같은 기록이 있다.
“5월 9일에 고구려 장군 뇌음신(惱音信)이 말갈 장군 생해와 군을 연합해 술천성(述川城)을 공격하다가 이기지 못하고 옮겨 북한산성(北漢山城)을 쳤다. 포거(抛車)를 벌여 놓고 돌을 날리니 그것에 맞는 비옥(陴屋)은 곧 무너졌다.”

## 생해가 등장한 작품
- 《연개소문》 (KBS 2006년~2007년, 배우:원석연, 최규환

## 참고자료
- 김부식, 《삼국사기》